# Учёная степень
Учёная сте́пень — степень квалификационной системы в науке, позволяющей ранжировать научных деятелей на отдельных этапах академической карьеры. Решение о присуждении учёной степени базируется на оценке только научно-исследовательского уровня соискателя. Стаж в конкретной должности, педагогические достижения и иные показатели не учитываются, в отличие от ситуации присвоения учёных званий.
В Российской Федерации присуждают учёные степени кандидата и доктора наук. Полное наименование степени включает указание отрасли науки, а также номера и названия специальности в рамках отрасли (пример: доктор технических наук по специальности 1.3.8 «Физика конденсированного состояния»). Претендент на учёную степень обязан представить диссертацию, основные результаты которой должны быть им предварительно опубликованы. Для допуска к защите кандидатской диссертации, кроме того, нужно заранее сдать экзамены по специальности, иностранному языку и философии.

## Учёные степени в мире
Учёные степени, присуждаемые в различных странах, существенно различаются по названиям, требованиям к квалификации, процедуре присуждения и/или утверждения.
В Великобритании и ряде других европейских стран, присоединившихся к Болонскому процессу, проводится гармонизация номенклатуры учёных степеней, предполагающая установление единых требований для трёх степеней в каждой отрасли знаний:
1. бакалавра (B.S., англ. Bachelor of Science),
2. магистра (M.S., англ. Master of Science),
3. доктора философии (Ph.D. англ. Doctor of Philosophy).

В этом контексте под философией понимаются науки вообще, а не собственно философия. Параллельно со степенью доктора философии (Ph.D., произносится «пи-эйч-ди»; не путать с доктором философских наук) и многочисленными приравненными к ней степенями, существуют аналогичные степени доктора права, теологии и т. п., присуждаемые аккредитованным высшим учебным заведением. 
Степени доктора права (DL), медицины (DM),  и т. д. во многих странах рассматриваются как составляющие систему профессионального, а не академического/исследовательского доктората, то есть предполагается, что обладатель такой степени занимается, как правило, практической деятельностью, а не наукой. Получение таких степеней также не требует выполнения самостоятельного научного исследования, поэтому профессиональный докторат обычно не считается учёной степенью. Отнесение той или иной степени к профессиональному или исследовательскому докторату зависит от страны и даже от конкретного университета; так, в США и Канаде степень доктора медицины является профессиональной, а в Великобритании, Ирландии и многих странах Британского содружества — исследовательской. Ряд университетов Великобритании (включая Оксфорд и Кембридж) даже включают степень доктора медицины в высший докторат, требующий существенного вклада в медицинскую науку.
Уровни B.S. и M.S. относятся, в российской трактовке, к вузовскому, а Ph.D. — к послевузовскому образованию. Существуют страны, где предусмотрены не один, а два послевузовских уровня: так, США, в Великобритании, в Австралии, в Германии, в Испании M.S и Ph.D являются послевузовским образованием (postgraduate education).

## Учёные степени в России

### История

#### Учёные степени в Российской империи
Первые попытки присуждения учёных степеней в Российской империи были предприняты в XVIII веке в Санкт-Петербургской Академии наук и Императорском Московском университете. Процедура возведения в степень опиралась на европейские образцы (требовалось написать сочинение, выдержать диспут и экзамены) и происходила вне законодательного поля, лишь как использование атрибутики европейской науки. 
В 1791 году императрица Екатерина II подписала указ «О предоставлении Московскому университету право давать докторскую степень обучающимся в оном врачебным наукам», который способствовал формированию системы государственной аттестации. 
В 1803 году, в ходе реформ народного просвещения, университеты Российской империи были наделены правом «давать учёные степени или достоинства» по всему кругу университетских наук. Система степеней получила иерархическую структуру «кандидат—магистр—доктор». В период 1819—1835 гг. добавилась четвёртая (низшая) степень — «действительный студент»; это понятие сохранилось и позднее, но уже как квалификационное звание. 
Степень кандидата (точнее, кандидата университета) получали все лица, окончившие университет с отличием. Окончившие без отличия становились действительными студентами. Степень магистра, тогда ранжированная выше кандидата, присуждалась соискателю через несколько лет после выпуска из университета — она может быть сопоставлена современному кандидату наук в РФ. Наконец, высшей являлась степень доктора.
Устав университетов 1884 года упразднил понятия кандидата и действительного студента, введя вместо них градацию университетских дипломов 1-й и 2-й степени и оставив двойную систему степеней «магистр—доктор». Последняя явилась прообразом советской/российской системы «кандидат наук — доктор наук».

#### Послереволюционный период
Декретом Совета народных комиссаров РСФСР от 1 октября 1918 года учёные степени в российских высших учебных заведениях отменялись, а право на занятие кафедр предоставлялось всем лицам, «известным своими трудами или научно-педагогической деятельностью».
Однако, в 1934 г. ЦИК признал целесообразным восстановление учёных степеней кандидата и доктора наук (постановление Совнаркома СССР «Об учёных степенях и званиях» от 13 января 1934). Были сформированы квалификационные комиссии наркоматов (1934), которые могли присуждать учёные степени по 8 научным дисциплинам, по остальным дисциплинам научные степени присуждались Высшей аттестационной комиссией (ВАК). По имеющимся данным, за 1934—1936 гг. учёную степень доктора наук получили 345 чел., из них после защиты всего 67 чел.; в 1937 г. она присуждена 460 чел., из них 277 после защиты докторской диссертации. Наибольшее число кандидатов и докторов наук — в технических, медицинских и физико-математических науках. В 1937 г. был определён перечень отраслей наук, по которым проводится защита диссертаций. В 1941 г. ВАК конкретизировала понятие диссертации как квалификационной работы, «...в которой присутствуют теоретические знания и способность к самостоятельному научному исследованию». 
В послевоенные годы количество лиц с учёной степенью нарастало. Одновременно нарастал и их средний возраст. Так, в системе Академии наук СССР доктора и кандидаты наук в возрасте свыше 50 лет составляли в 1972 году около 20 % общего количества, в 1982 году — 30 %.

### Учёные степени в настоящее время

#### Система степеней. Порядок присуждения
В России на данный момент применяется унаследованная от Советского Союза двухступенчатая система послевузовских учёных степеней германского образца:
1. кандидат наук,
2. доктор наук.

Для получения учёной степени требуется подготовить диссертацию и защитить её на заседании диссертационного совета, созданного при вузе, НИИ или другом научном учреждении. Для соискания степени доктора необходимо иметь степень кандидата наук. Защита проходит по конкретным специальностям (список специальностей периодически обновляется, его последняя версия вступила в силу 17 апреля 2021 года). При этом соответствие или родственность отраслей наук и специальностей ранее полученных (последовательно) высшего образования, степени кандидата наук и степени доктора наук не регламентируется. Фактически на практике признаются вполне допустимыми и никак не ограничиваются случаи получения, например, степени кандидата экономических наук инженерами (математиками, химиками) или степени доктора экономических наук кандидатами технических наук. 
Диссертация и её автореферат пишутся на русском языке, сама защита также проходит на русском языке (при необходимости она может проходить на иностранном языке, но с обеспечением перевода на русский язык). В июне 2017 года иностранным гражданам было разрешено представлять диссертацию и автореферат одновременно на русском и иностранном языках. Для документального подтверждения процедуры защиты ранее велась стенографическая запись, позднее её заменили видеозаписью на кассете, включаемой в пакет материалов по диссертации. 
С 2020-х годов (спорадически, как исключение, такой порядок допускался и раньше) в России есть возможность защищать кандидатские и докторские диссертации в формате научного доклада, без написания объёмного текста. Она введена постановлениями правительства от 20 марта 2021 г. No 426 (в отношении докторских диссертаций) и от 26 октября 2023 г. No 1786 (в отношении кандидатских). Для получения права на такую защиту автор обязан намного превзойти требования к числу публикаций: так, если при обычной диссертации требуется иметь 10—15 статей для докторской или 2—3 для кандидатской, то при защите в форме доклада, соответственно, минимум 50 или минимум 10, причём в журналах высокого уровня.
Учёная степень как кандидата, так и доктора наук присуждается диссертационным советом. После успешной защиты диссовет учреждения, где состоялась защита, в большинстве случаев обязан подать соответствующие материалы в Высшую аттестационную комиссию (ВАК) для контроля, утверждения и принятия окончательного решения относительно выдачи соискателю диплома. При этом для получения диплома доктора наук, помимо резолюции диссовета, необходимо наличие положительного заключения экспертного совета соответствующего направления ВАК. Лица, получившие степени с нарушением установленного порядка, могут быть лишены этих степеней.
С середины 2010-х годов начался процесс наделения некоторых ведущих научно-образовательных учреждений России правом присуждения учёных степеней самостоятельно, без последующего взаимодействия с ВАК: МГУ и СПбГУ получили такое право с 1 сентября 2016 года, с 1 сентября 2017 года к ним добавилось ещё 19 вузов и 4 научные организации (в том числе 3 института РАН), а впоследствии присоединились также СПбПУ Петра Великого, ТГУ (оба с 27 августа 2018), Первый МГМУ и АФТУ (оба с 28 августа 2019), НМИЦ ТИО им. Шумакова (с 31 августа 2020), НТЦ УП РАН (с 17 августа 2021) и ИПМаш РАН (с 30 июля 2022).
7 октября 2022 года был принят Федеральный закон N 397-ФЗ, значительно, примерно до 100, расширивший круг образовательных организаций с правом автономного от ВАК присуждения степеней: в этот круг вошли все федеральные университеты, национальные исследовательские университеты, государственные научные центры и ряд других учреждений. Семь научных организаций с таким же правом (все имевшие его и до изменения) перечислены отдельным документом. Научная общественность восприняла новшество негативно, считая, что такой подход будет разрушать систему государственной аттестации.
Аналогом российской степени кандидата наук в большинстве стран выступают степень доктора философии (Ph.D.) и приравненные к ней степени. Аналогов российского доктора наук в странах с «одноступенчатой» системой послевузовских степеней (например, в США) не существует, а в странах с «двухступенчатой» системой таким аналогом является степень высшей ступени (в Германии — габилитированный доктор).

#### Перечень отраслей науки и учёных степеней
В Российской Федерации в зависимости от специальности, по которой происходит защита диссертации, соискателю присуждается учёная степень по одной из научных отраслей. Ниже приведена действующая номенклатура.
| - Архитектура (архитектуры) - Биологические (биол.) - Ветеринарные (ветеринар.) - Военные (воен.) - Географические (геогр.) - Геолого-минералогические (геол.-минерал.) - Искусствоведение (искусствоведения) - Исторические (ист.) - Культурология (культурологии) - Медицинские (мед.) - Педагогические (пед.) - Политологические (пол.) |  | - Психологические (психол.) - Сельскохозяйственные (с.-х.) - Социологические (социол.) - Теология (теологии) - Технические (техн.) - Фармацевтические (фармацевт.) - Физико-математические (физ.-мат.) - Филологические (филол.) - Философские (филос.) - Химические (хим.) - Экономические (экон.) - Юридические (юрид.) |

#### Надбавка за степень
До 2013 г., в соответствии с законодательством, всем носителям учёных степеней в РФ отдельно выплачивались надбавки к заработной плате или денежному довольствию, но затем надбавка стала частью должностных окладов научно-педагогических сотрудников. Были и частично подтвердились опасения, что изменение ущемит интересы работников со степенями, так как вместо автоматической выплаты многое стало зависеть от типа должности и от готовности работодателя назначить человека на ту или иную позицию. Тем не менее, учёная степень всегда считалась и считается важным фактором послужного списка при фиксации условий контракта.

### Статус уровней бакалавра и магистра в России
В вузах России, по 2024 год, действовала смешанная система подготовки кадров: частично была введена новая система с выпуском бакалавров (4 года) и магистров (2 года после бакалавриата), частично использовалась советская система с выпуском дипломированных специалистов (5 лет). Согласно Федеральному закону, в Российской Федерации устанавливались следующие уровни высшего образования: высшее образование, подтверждаемое присвоением лицу, успешно прошедшему итоговую аттестацию, квалификации (степени) «бакалавр» — бакалавриат; высшее образование, подтверждаемое присвоением лицу, успешно прошедшему итоговую аттестацию, квалификации (степени) «специалист» или квалификации (степени) «магистр» — подготовка специалиста или магистратура. При этом уровни «бакалавр» и «магистр», считающиеся учёными степенями в странах, присоединившихся к Болонскому процессу, юридически не являются таковыми в России, несмотря на то, что слово «степень» (без определения «учёная») фигурировало в формулировках закона.
С 2025 года набор студентов на программы бакалавриата в России прекращается, а сам термин «бакалавр» выводится из употребления; ранее принятые на эти программы лица смогут завершить обучение. Также предстоит реформа магистратуры, но понятие «магистр» пока не упраздняется: планируется внедрять программы «высшего» (вместо бакалавра) и «специализированного высшего» (вместо магистра) образования с изменениями и по содержанию, и по длительности.

### Учёные степени в Русской православной церкви
Высшие учебные заведения Русской православной церкви присуждают учёные степени кандидата богословия и доктора богословия. Может также присуждаться степень Ph.D. Ранее вместо степени кандидата богословия присуждалась степень магистра богословия. Учёные степени кандидата и доктора богословия, присуждаемые учебными заведениями Русской православной церкви, в государственной системе аттестации научных кадров не учитываются и за пределами этих учебных заведений не признаются, поскольку в соответствии с Постановлением Правительства РФ от 24 сентября 2013 г. N 842 «О порядке присуждения ученых степеней» такая степень должна присваиваться Высшей аттестационной комиссией. В 2015 году в номенклатуру специальностей научных работников была введена теология, по которой будут присуждаться ученые степени кандидата и доктора теологии.

## Об оптимизации системы степеней

### Дискуссии в мировом масштабе
Одним из важных направлений глобальных современных дискуссий о системе учёных званий является вопрос её международной унификации в рамках Болонского процесса. Необходимо, чтобы уровни высшего образования во всех странах стали максимально сходными, а присуждаемые учёные степени — легко сопоставимыми. Такая унификация должна способствовать интернациональному научному обмену. 
Другое направление связано с конкретизацией статуса учёных степеней выше доктора философии и его эквивалентов. В числе прочих рассматривается вариант упразднения таких степеней. Например, в Германии габилитация уже не является абсолютно необходимым элементом для допуска сотрудника к профессорским должностям, как это традиционно было ранее.
Поднимаются и разные частные вопросы оптимизации системы званий в конкретной стране или группе стран.

### Внутрироссийские дискуссии
В настоящее время идёт инициированная в начале 2010-х гг. дискуссия относительно целесообразности передачи научно-квалификационных полномочий ВАК учёным советам вузов и НИИ (в том числе негосударственных), как это сделано во многих странах. Процесс передачи стартовал в 2016 году, и на начало осени 2022 года 32 организации имели право присуждать степени автономно от ВАК; репутация некоторых из них ставилась под сомнение. В конце 2022 года количество организаций с правом автономного присуждения степеней было резко увеличено, несмотря на имеющиеся и ожидаемые проблемы. 
Одним из следствий общественной дискуссии стал проект «Концепция модернизации системы аттестации научных кадров высшей квалификации в Российской Федерации», осуществлявшийся Министерством образования и науки РФ. В этом документе, наряду с положениями о передачи части полномочий ВАК университетам, предусматривается возможность общественной профессиональной аттестации кадров высшей квалификации, не связанных с научной и научно-педагогической деятельностью. Предлагается существующий в ряде государств, но официально не утвержденный в России порядок присуждения профессиональных докторских степеней, аналогичных степеням, предусмотренным принятой ЮНЕСКО Международной стандартной классификации образования (МСКО). Эта новая для РФ модель аттестации практически существует с 1998 года.
В 2017 году Минобрнауки предложило разрешить получение учёных степеней по медицинским и ветеринарным отраслям наук только лицам, имеющим квалификацию магистра или специалиста, соответственно, в области медицины и ветеринарии.

## Почётная степень
Почётная докторская степень (лат. honoris causa «ради почёта») присуждается без защиты диссертации, на основании значительных заслуг соискателя перед наукой или культурой.

## Список сокращений
| д.арх.н. / к.арх.н.     | доктор / кандидат архитектурных наук            |
| д.б.н. / к.б.н.         | доктор / кандидат биологических наук            |
| д.в.н. / к.в.н.         | доктор / кандидат ветеринарных наук             |
| д.воен.н. / к.воен.н.   | доктор / кандидат военных наук                  |
| д.г.н. / к.г.н.         | доктор / кандидат географических наук           |
| д.г.-м.н. / к.г.-м.н.   | доктор / кандидат геолого-минералогических наук |
| д.иск. / к.иск.         | доктор / кандидат искусствоведения              |
| д.и.н. / к.и.н.         | доктор / кандидат исторических наук             |
| д.м.н. / к.м.н.         | доктор / кандидат медицинских наук              |
| д.п.н. / к.п.н.         | доктор / кандидат педагогических наук           |
| д.пол.н. / к.пол.н.     | доктор / кандидат политологических наук         |
| д.псх.н. / к.псх.н.     | доктор / кандидат психологических наук          |
| д.с.-х.н. / к.с.-х.н.   | доктор / кандидат сельскохозяйственных наук     |
| д.соц.н. / к.соц.н.     | доктор / кандидат социологических наук          |
| д.т.н. / к.т.н.         | доктор / кандидат технических наук              |
| д.фарм.н. / к.фарм.н.   | доктор / кандидат фармацевтических наук         |
| д.ф.-м.н. / к.ф.-м.н.   | доктор / кандидат физико-математических наук    |
| д.филол.н. / к.филол.н. | доктор / кандидат филологических наук           |
| д.филос.н. / к.филос.н. | доктор / кандидат философских наук              |
| д.х.н. / к.х.н.         | доктор / кандидат химических наук               |
| д.э.н. / к.э.н.         | доктор / кандидат экономических наук            |
| д.ю.н. / к.ю.н.         | доктор / кандидат юридических наук              |